# PJ Harvey
Polly Jean Harvey MBE (Dorset, 9 de Outubro de 1969) é uma cantora, compositora, produtora musical e poetisa  britânica, considerada uma das mais importantes artistas de sua geração e um dos ícones do rock da década de 1990, influenciando vários artistas de sua época e posteriormente.
Harvey começou sua carreira em 1988 quando se juntou a banda local Automatic Dlamini como vocalista, guitarrista e saxofonista. O líder da banda, John Parish, se tornaria seu colaborador de longa data. Em 1991, ela formou uma banda homônima e subsequentemente iniciou sua carreira profissional. O trio lançou dois álbuns de estúdio, Dry (1992) e Rid of Me (1993) antes de debandar e Harvey seguir carreira solo. Desde 1995 ela lançou mais nove álbuns de estúdio, colaborando com vários músicos incluindo John Parish, o ex-colega de banda Rob Ellis, Mick Harvey, dentre outros. Ao longo dos anos ela também tem trabalhado extensivamente com o produtor musical Flood.
Entre os prêmios que recebeu estão o Mercury Prize em 2001 e 2011 por Stories from the City, Stories from the Sea e Let England Shake, respectivamente – sendo a única artista a conquistar o prêmio duas vezes –, oito indicações ao Brit Awards, seis indicações ao Grammy e mais duas indicações ao Mercury Prize. A revista Rolling Stone atribuiu-lhe o prêmio de Melhor Novo (a) Artista e Melhor Compositor (a), e em 1995 premiou-lhe como Artista do Ano, além de ter listado Rid of Me, To Bring You My Love e Stories from the City, Stories from the Sea em sua lista de 500 Melhores Álbuns de Todos os Tempos. Em 2011 ela foi premiada por sua contribuição à música pelo NME Awards. Em junho de 2013, ela foi premiada com um MBE por seus serviços prestados à música.

## Biografia
Nascida em Dorset, na região rural, Polly passou seus primeiros anos de vida na fazenda de sua família, onde executava diversas tarefas e, dentre elas, castrava ovelhas. Ambos os seus pais amavam música, principalmente blues, jazz e rock, o que a tornou exposta a música desde a mais tenra infância.
Como adolescente Polly Jean começou a escrever canções e aprender a tocar múltiplos instrumentos. Ela também desenvolveu uma paixão por Artes visuais. Harvey estudou Arte na universidade, mas a música logo lhe venceu.
Ela se juntou com o baixista Steve Vaughn e o baterista Robert Ellis para formar o trio homônimo PJ Harvey em 1991. O grupo lançou dois singles na Inglaterra - "Dress" e "Sheela-Na-Gig" - ambos atraíram um grande número de críticas positivas. No ano seguinte o grupo atingiu sucesso e aclamação com o álbum de estreia ‘’Dry’’.
Após o término da turnê em apoio do segundo álbum Rid of Me (1993), o grupo se desfez e em 1995 Harvey lançou seu primeiro álbum como artista solo, intitulado To Bring You My Love. "Eu sabia o tempo todo que eu gostaria de trabalhar com diferentes músicos, eventualmente, e é por isso que eu usei o meu próprio nome para o grupo. Eu queria ser completamente livre para não ter que limitar a minha escrita ao que eu pensei que [o grupo] seria capaz de performar”, disse Harvey à imprensa na época.
O álbum provou ser um avanço na carreira de Harvey. Elogiado pelos críticos, To Bring You My Love tornou-se um dos ‘’queridinhos’’ do rock alternativo. O álbum contém seu maior hit americano, "Down by the Water". O vídeo da música foi reproduzido com frequência na MTV, e ela desenvolveu muitos seguidores entre o cenário de rock moderno.
Desde essa primeira onda de sucesso, Harvey continuou a gravar e a viajar em turnês. Sua música tem evoluído ao longo dos anos. Um crítico descreveu sua carreira como "brilhantemente mercurial", com suas canções "saltando entre o íntimo e o mítico". Ainda assim "o seu som é muito abrasivo e suas letras muito intensas para entrar no mainstream," escreveu outro crítico.
Harvey também encontrou tempo para trabalhar com outros artistas. Uma de suas colaborações mais frutíferas tem sido com John Parish. Ela e Parish gravaram dois álbuns juntos, Dance Hall at Louse Point (1996) e A Woman A Man Walked By (2009). Harvey trabalhou nos bastidores também, tendo produzido músicas para Tiffany Anders e Marianne Faithfull.
Em 2011, Harvey lançou o aclamado álbum Let England Shake, em que a artista tomou uma postura mais política. Ela disse a um repórter que está "observando o mundo e o que acontece nos atuais assuntos mundiais" no álbum. Mas ela não se sente “qualificada para cantar a partir de um ponto de vista político. Eu canto como um ser humano sendo afetado pela política.”
Seu mais recente álbum, The Hope Six Demolition Project (2016) foi escrito durante viagens que fez ao Afeganistão, Kosovo e Washington DC junto ao fotógrafo Seamus Murphy. As viagens serviram de inspiração para o seu primeiro livro de poesias, intitulado ‘’The Hollow of The Hand’’.
Fora da música, Harvey também se expressa através de outras formas de arte. Ela cria (e já expôs) inúmeras pinturas, desenhos e esculturas.

## Carreira musical
PJ baseia seu trabalho em criar contos fictícios sobre os mais variados temas, sempre prezando por explorar atmosferas densas, que vão desde canções lo-fi, ásperas e pesadas, até climas lúgubres, obscuros e delicados como no seu álbum White Chalk de 2007. Polly declara que seu maior objetivo é sempre não se repetir e produzir trabalhos antônimos a seus antecessores.

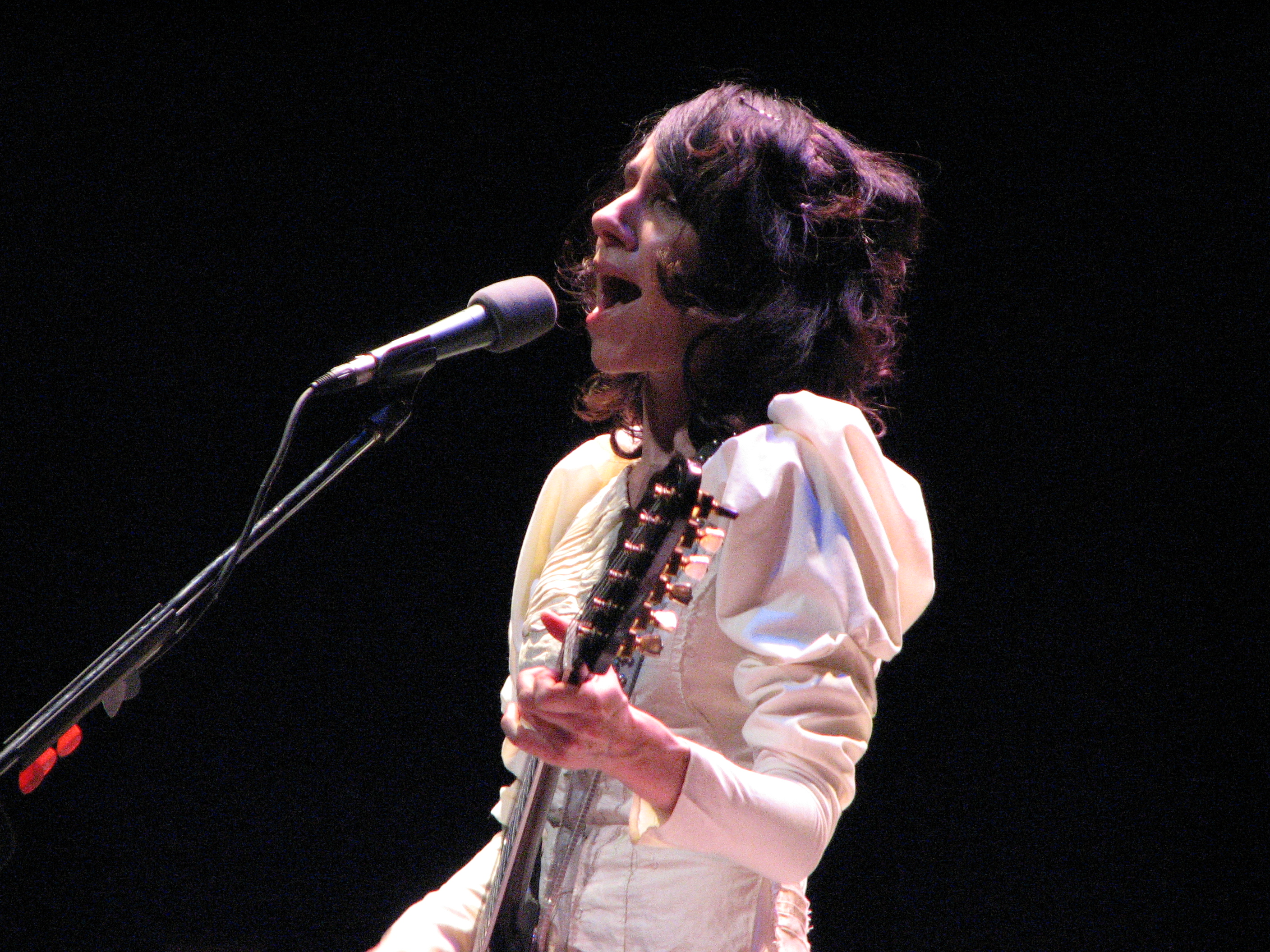
PJ em Atenas, 2008.

No início de sua carreia, Polly Jean formava um trio com o baterista Rob Ellis e o baixista Stephen Vaughan. O conjunto, porém, levava o nome da vocalista, pois segundo Polly, era evidente que seria mais um projeto temporário do que uma banda. Seu álbum de estreia, Dry, de 1992 rendeu a cantora popularidade no Reino Unido e sua imagem masculinizada, devido a seu isolamento no Dorset, onde convivia com uma presença masculina maior, aliada a suas canções, criaram um rótulo feminista para PJ, que admite que na época, sob um ponto de vista, seu trabalho poderia sim ser considerado como engajado em causas femininas.
Naquela época, PJ explorou temas intrínsecos à sexualidade feminina, ganhou notoriedade aos 21 anos por retratar com maturidade e sinceridade temas complexos de forma crua e direta.
Em 1993, o trio lança o álbum Rid Of Me, um dos mais importantes e influentes trabalhos da carreira da cantora. Com uma atmosfera pesada e canções agressivas, sobre possessividade, loucura e vários temas de comportamentos humanos extremos, Polly diz que tinha em mente fazer um trabalho para definitivamente dizer não a quaisquer moldes em que deveria se encaixar na indústria fonográfica.
Em 1998, lança Is This Desire?, e nesse mesmo ano, estreou como atriz no filme de Hal Hartley, The Book of Life. No seu álbum seguinte, muito adequadamente intitulado Stories from the City, Stories from the Sea , de 2000, misturam-se temas de trash alternativo ("Big Exit", "Kamikaze") com baladas sombrias.
A Woman A Man Walked By chega em 2009, o álbum é o segundo que Harvey e John Parish editam creditados em conjunto. A cumplicidade musical existe desde os anos 80, em que Harvey colaborava com os Automatic Dlamini.
Em 2011 edita Let England Shake, álbum com que vence novamente o Mercury Prize, tornando assim PJ na única artista a vencer o prémio duas vezes.

## Os álbuns

### Dry
O primeiro disco do então trio PJ Harvey tornou o trabalho de Polly Jean conhecido nas rádios indies e meios alternativos. A sonoridade de “Dry” remonta desde o pós-punk até influências de blues, mas sobretudo o que se destaca é a presença de Polly Jean Harvey, sua maturidade como compositora, suas letras e atitude.

### Rid of Me
Em maio de 1993 é lançado “Rid of Me”, o segundo álbum do grupo, puxado pelos singles “50ft Queenie” e “Man-Size”. O som áspero do disco não o impediu de fazer grande sucesso, ultrapassando fácil a vendagem de “Dry”. Entusiasmada pelo sucesso do disco, a gravadora Island (responsável pelos lançamentos de PJ Harvey nos EUA) coloca no mercado o disco “4-Track Demos” contendo as demos de “Rid Of Me”. Em agosto a banda torna-se atração de abertura da mega-turnê Zooropa do U2.
O disco entrou para listas da Rolling Stone dos 100 Álbuns Essências do Rock and Roll e no Top 10 dos Álbuns Essenciais da década de 1990. A carreira do trio expandiu-se para logo em seguida terminar culminando com a carreira solo de Polly Jean.

### To Bring You My Love
Dois anos depois, é lançado o terceiro álbum sob o nome de PJ e seu primeiro álbum solo, To Bring You My Love que estabeleceu PJ definitivamente como um dos ícones da década. Experimentando climas mais envolventes e uma sonoridade muito mais complexa, refinada, com influência massiva de blues e prezando melodias ao ritmo. PJ Harvey também explora uma imagem de maior sensualidade, em apresentações mais teatrais e performáticas. No impulso do single “Down By The Water”, a popularidade de PJ Harvey aumenta ainda mais, cruzando as fronteiras do rock alternativo e fazendo barulho nas paradas. “To Bring You My Love” rende ainda mais dois singles, a intrigante “C’Mon Billy” e “Send His Love To Me” e ao final de 1995, PJ Harvey era escolhida artista do ano pela Rolling Stone e pela Spin, além de indicações ao Mercury Music Prize e Grammy. 
Após a fase de trabalho agitada de To Bring You My Love, era visível em sua extrema magreza que a cantora estava sofrendo de distúrbios alimentares - nunca confirmados - e admitiu ter passado por uma fase difícil de fim de relacionamento, com o cantor Nick Cave com quem fez algumas colaborações.
O primeiro single, "Down by the Water", popularizou o álbum, e teve seu vídeo clipe exibido assiduamente na MTV e expôs a nova imagem de PJ, excessivamente feminina e montada para a canção de uma prostituta que afoga a própria filha num rio. O álbum foi o primeiro trabalho de PJ a alcançar as cifras de um milhão de cópias vendidas.

### Dance Hall at Louse Point
Em 1996, em parceria com o músico e instrumentista John Parish - com quem produziu o álbum de 1995 - Polly grava o álbum Dance Hall at Louse Point, um projeto despretensioso e vanguardista no qual os dois músicos exploram uma veia mais blues e folk, porém, um dos trabalhos mais melancólicos, belos e ofuscados na discografia da cantora. Dance Hall ganhou uma pequena turnê mas permaneceu, como era para ser, como um item de colaboração.

### Is This Desire?
No ano de1998 foi o lançamento de Is This Desire? , o quarto álbum de PJ e seu trabalho mais difícil - tanto em assimilação como produção. Polly afirma que foi o trabalho mais difícil de sua carreira devido a uma fase ruim de sua vida. O álbum é voltado para uma sonoridade mais eletronizada, tétrica e nebulosa que emolduram as composições mais cerebrais e apuradas da carreira da cantora, em uma compilação de vários contos permeados por uma atmosfera apática e moribunda. O novo trabalho é muito elogiado pela crítica, mas não repete o sucesso comercial do disco anterior, sendo até hoje o disco menos conhecido de PJ Harvey, para a cantora é seu álbum divisor de águas e do qual mais se orgulha de ter feito. “Is This Desire?” rende muitas indicações para premiações prestigiadas como o Brit Awards, o Grammy e o Mercury Prize.

### Stories from the City, Stories from the Sea
Nos anos seguintes, Polly passou longas temporadas em Nova Iorque, produzindo álbuns de outros artistas e fazendo colaborações. Em 2001, lançou Stories from the City, Stories from the Sea no qual apenas pretendia criar as canções mais belas que conseguisse fazer, tentando flertar com a música pop. Definitivamente, Stories é seu álbum mais pop e uma das maiores vendagens da cantora, principalmente nos Estados Unidos, uma vez que criou suas histórias tendo Nova Iorque e o Dorset como pano de fundo: PJ sistematizou emoções e percepções que se enquadrariam no espírito da cidade e outros no espírito de sua terra, além-mar, fazendo uma comparação subjetiva sobre os dois cenários. Ganhou o prestigiado Mercury Prize.

### Uh Huh Her
Em 2004 Polly volta a lançar novo trabalho. Dessa vez, ela dispensou produtores e colaboradores, tentando realizar uma de suas maiores ambições como artista, produzindo um álbum sozinha. Apesar dessa realização, PJ considerou que o resultado para não foi muito efetivo. Uh Huh Her agradou ao público e crítica mas permanece para a cantora como seu trabalho menos eficaz: não apresenta nenhum novo panorama musical e repete seus trabalhos anteriores. Mesmo assim, o álbum rendeu uma turnê mais extensa e incluindo novas localidades como o Brasil.

### White Chalk
Entretanto, em 2007, PJ obtém novamente sucesso em seus princípios de produção. Abandonando sua sonoridade rock e a guitarra que tanto caracteriza a cantora, Polly dedica-se a aprender piano e explorar a sonoridade de outros instrumentos, declarando-se saturada criativamente de produzir com a guitarra. O resultado é o álbum White Chalk que foi instantaneamente considerado pela crítica o álbum mais estranho e ímpar da carreira da cantora. White Chalk é atemporal e contextualmente deslocado e metafórico e, sem dúvida, o álbum mais atmosférico da carreira da cantora, majoritariamente baseado em piano e com melodias obscuras, frágeis e líricas, é segundo a cantora o primeiro álbum que está mais intrínseco a sua terra natal, o Dorset. A crítica elogiou muito o trabalho, considerou-o, além de tudo, um dos mais belos da carreira de PJ, mas o público se dividiu entre fãs que não gostaram da mudança brusca de sonoridade e aqueles que absorveram sem problemas a mudança de rumos. Diferente da turnê do álbum Uh Huh Her, PJ faz sua primeira turnê solo com apresentações escassas.

### A Woman a Man Walked By
Em 2009 com A Woman A Man Walked By, Polly Jean surge com um novo disco, com uma antiga parceria, o amigo de longa data John Parish.

### Let England Shake
Em 2011 Polly Jean surge com um de seus mais aclamados trabalhos afirmando o poder dela como artista em se reinventar constantemente. Nesse disco ela volta o olhos para todo o horror das guerras, da dor, indo desde o sentimento dos soldados até o tempo dentro das trincheiras e toda a vida, os momentos sombrios e doloridos. Essa visão principalmente foi influenciada pelas guerras no Paquistão e Irã e também pela Primeira Guerra Mundial e pela Segunda Guerra Mundial. Foi grandiosamente aclamado pelos críticos e pelos fãs. Foi o segundo trabalho da cantora a ganhar o Mercury Prize batendo inclusive com o álbum de Adele. Também ganhou com ele o Ivor Novello de álbum do ano, o Prêmio Uncut de álbum do ano e recebeu um prêmio de contribuição musical pela Revista NME.

### The Hope Six Demolition Project
Em 15 de Abril de 2016 Polly lança seu nono álbum de estúdio, intitulado The Hope Six Demolition Project. O título do álbum faz referência ao projeto ''HOPE VI'' nos Estados Unidos, onde habitações precárias com altas taxas de criminalidade foram demolidas para dar lugar a melhores condições de moradia, porém com o efeito de que muitos moradores anteriores não tinham mais condições financeiras de morar ali, levando a reivindicações de que o projeto seria na verdade uma forma de ''limpeza social''.
Harvey escreveu o álbum, assim como seu livro de poesia The Hollow of The Hand durante suas viagens ao Kosovo, Afeganistão e Washington DC entre 2011 e 2014.
O álbum foi gravado em sessões abertas ao público como parte de uma instalação de arte no Somerset House em Londres, chamada Recording in Progress. Cada sessão durava 45 minutos e o projeto foi iniciado em 16 de Janeiro de 2015 e concluído em 14 de Fevereiro de 2015. O público pôde ver Polly criar o álbum através de um espelho parcialmente transparente e reflexivo, com os habituais produtores Flood e John Parish, além dos músicos Terry Edwards e James Johnston.
O álbum foi aclamado pela crítica. No Metacritic, que atribui uma avaliação máxima de 100 de acordo com as opiniões de críticos através de resenhas predominantes, o álbum obteve uma pontuação média de 79 baseada em 34 resenhas, o que de forma geral indica avaliações favoráveis.
The Hope Six Demolition Project estreou em número 1 na parada de álbuns britânica, sendo o primeiro álbum de Harvey a atingir tal feito.

## Discografia

### Álbuns
- Too Pure - The Peel Sessions, 1992, com o Stereolab e o Th'Faith Healers.
- Dry, 1992.
- Rid of Me, 1993.
- 4-Track Demos, 1993.
- To Bring You My Love, 1995.
- Dance Hall at Louse Point, 1996, com John Parish.
- Is This Desire?, 1998.
- Stories from the City, Stories from the Sea, 2000.
- Uh Huh Her, 2004.
- The Peel Sessions, 2006.
- White Chalk, 2007.
- A Woman a Man Walked By (com John Parish), 2009.
- Let England Shake, 2011.
- The Hope Six Demolition Project, 2016.
- I Inside the Old Year Dying, 2023.

### Singles
- Dress (Too Pure, 1992)
- Sheela-Na-Gig (Too Pure, 1992)
- Dry (Island Records, 1993)
- 88 Lines About 1 Woman (Island Records, 1993)
- 50Ft Queenie (Island Records, 1993)
- Man-Size (Island Records, 1993)
- Down by the Water (Island Records, 1995)
- C'Mon Billy (Island Records, 1995)
- Send His Love To Me (Island Records, 1995)
- Long Snake Moan (Island Records, 1995)
- That Was My Veil (Island Records, 1996)
- Heela (Island Records, 1997)
- A Perfect Day Elise (Island Records, 1998)
- The Wind (2 CD) (Island Records, 1999)
- Good Fortune (Island Records, 2000)
- A Place Called Home (Island Records, 2001)
- This Is Love/You Said Something (Island Records, 2001)
- The Letter (Island Records, 2004)
- You Come Through (Island Records, 2004)
- When Under Ether (Island Records, 2007)
- The Piano (Island Records, 2007)
- The Devil (Island Records, 2008)
- Black Hearted Love (Island Records, 2009)
- Big gig (Island Records, 2009/2010)
- The Words That Maketh Murder (Island Records, 2011)
- The Glorious Land (Island Records, 2011)
- Written on The Forehead (Island Records, 2012)
- The Wheel (Island Records, 2016)
- The Community of Hope (Island Records, 2016)